# Гераш
Гера́ш (перс. گراش‎) — город на юге Ирана, в провинции Фарс. Административный центр шахрестана Гераш.

## География
Город находится в южной части Фарса, в горной местности юго-восточного Загроса, на высоте 1 059 метров над уровнем моря.
Гераш расположен на расстоянии приблизительно 260 километров к юго-востоку от Шираза, административного центра провинции и на расстоянии 920 километров к юго-юго-востоку (SSE) от Тегерана, столицы страны.

## Население
По данным переписи, на 2006 год население составляло 27 574 человека; в национальном составе преобладают персы (носители диалекта Гераши), в конфессиональном — мусульмане-шииты.
| 1986   | 1991   | 1996   | 2006   | 2012   |
| ------ | ------ | ------ | ------ | ------ |
| 18 976 | 19 989 | 21 851 | 27 574 | 30 796 |

## История
Первые упоминания о Гераше относятся к X веку, однако, по данным археологии, поселения на месте города существовали задолго до его основания. Благодаря особенностям рельефа местности, на которой расположен Гераш, население, исповедовавшее зороастризм, долгое время сопротивлялось исламизации и приняло ислам относительно поздно, лишь в XII веке.